# ارد چهارم الیمائی

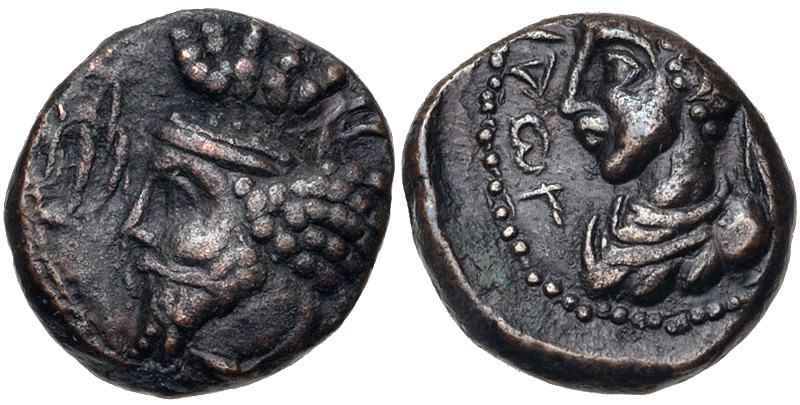
سکه ارد چهارم

ارد چهارم فرمانروای الیمائی در نیمه دوم قرن دوم بود. این فرد ممکن است همان اردی باشد که نامش در سنگ‌نوشته‌های تنگ سروک ذکر شده‌است. 